# Нова Каледонија
Нова Каледонија (фр. Nouvelle-Calédonie, такође се користе и имена Le caillou и Kanaky) је француска прекоморска територија, смештена у Тихом океану. Архипелаг се налази у Меланезији, један од три дела Океаније. Налази на 1210 km источно од Аустралије и 16136 km од матичне Француске.
Од потписивања уговора у Нумеи, Нова Каледонија има посебан статус у Републици Француској (collectivité spécifique). Након три референдума која су се одржала 2018, 2020. и 2021. године одлучено је да Нова Каледонија остане у државној заједници са Француском.

## Историја
Прво становништво је населило западни Пацифик пре 50.000 година. Касније су ово подручје населили Аустронежани. Народи који су се населили на Меланежанске архипелаге су Лапитанци. Они су населили ово подручје отприлике око 1500. п. н. е. У 11. веку на ово подручје су се населили и Полинежани који су се стопили са тадашњим становништвом ових архипелага.
Европљани су први пут угледали обале Нове Каледоније и острва Лојоте крајем 18. века. Британски истраживач Џејмс Кук је угледао Grande Terre 1774. године и назвао га Нова Каледонија по шкотским горама, на која острво личи због брдовитости. Каледонија је иначе латински назив за Шкотску.
Британски и амерички ловци на китове и трговци су користили алкохол и дуван како би подмићивали и искоришћавали локално становништво и њихове ресурсе. Такође су на острва донели мноштво болести из Европе и Америке које нису постојале на овим острвима. Тако је мноштво локалног становништва умрло од дизентерије, сифилиса и сличних болести. На крају се локално становништво побунило што је резултовало и нападом на посаду брода Катер (Cutter) коју је појело племе Поума.
Мноштво становништва је и поробљено и одведено на плантаже шећера на Фиџију и Квинсленду.
Католички и протестантски мисионари су дошли на ова подручја у 19. веку и узроковали шок за локалну културу. Терали су људе да носе одећу и искоренили многе локалне традиције и културе.
Острво је проглашено за француску територију 1853. у време владавине Наполеона III. Следећи пример Британаца у оближњој Аустралији, између 1854. и 1922. Француска је послала око 22.000 затвореника у кажњеничке колоније на југозападу острва. Када су укинуте кажњеничке колоније, европски досељеници (укључујући и бивше затворенике) и разни азијски радници су подигли насеља на острву. Број домородачког Канак становништва је нагло опао у том периоду због разних болести и систему сличном апартхејду (Code de l'Indigénat).
Борбу за независност је почела група Front de Libération Nationale Kanak Socialiste 1985. године. Врхунац сукоба се догодио 1988. кризом талаца у месту Увеа. Борба је на крају довела до повећања аутономије споразумима у Матињону 1988. и у Нумеи 1998. године. Тим споразумима је становништво Каледоније изборило право на локално држављанство, одвојене државне симболе од Француске и референдум о самосталности који ће се одржати 2014. године.

## Политика
До 1946. Нова Каледонија је била колонија Француске, да би од 1946. до 1999. имала статус прекоморске територије (territoire d'outre-mer).

#### Територијална подела
Нова Каледонија се састоји од три регије или провинције (француски: provinces). Свака регија се састоји од више општина. Тренутно свеукупно постоје 33 општине.
Провинције су :
- Province Sud - Јужна провинција
- Province Nord - Северна провинција
- Провинција острва Лојоте

Број заступника је: 14 за острва Лојоте, 22 за Северну провинцију и 40 за Јужну провинцију.
Задњи провинцијски избори су били 9. маја 2004.

#### Скупштина
Конгрес или Скупштина (Congrès de la Nouvelle-Calédonie) је локални парламент.
Састоји се од 54 заступника, од којих су: 7 са острва Лојоте, 15 из Северне провинције и 32 из Јужне провинције.

#### Представништво
Нову Каледонију службено у Француском парламенту представљају два представника. Тренутно су то: Жак Лафлер и Пјер Фрогије. Обојица представника су чланови страначке групе УМП.

#### Политичко стање
Тренутно у Новој Каледонији постоје две политичке стране. Леву страну чине поборници независности Нове Каледоније и социјалисти, док десну чине поборници државне заједнице с Француском и десне странке.

## Географија
Нова Каледонија се састоји од више меланезијских острва и архипелага у јужном Тихом океану. Налази се источно од Аустралије и североисточно од Новог Зеланда. На североистоку се налази држава Вануату.
Главно острво Нове Каледоније је Гранд Тер. Око њега се налази мноштво мањих острва: Белеп на северу, Пинс на југу, источно су Лојаут (Оувеа, Лифоу, Тига и Маре) и далеко на западу се налази архипелаг Честерфилд и гребени Белоне.
Гранд Тер је далеко највеће острво. Површине је 16 372 km². Дугачко је око 400 km а широко од 50 до 70 km. Највиша тачка острва је Мон Паније (Mont Panié), надморске висине од 1 628 метара.
Главни град, Нумеа, је и највећи град Нове Каледоније. Броји 91 386 становника по попису из 2004. Шире подручје Ноумеа броји око 146.000 становника.

### Клима
На острвима влада тропска клима са сезонским кишним раздобљима коју доносе ветрови са истока. Просечна количина падавина годишње је: 1.500 mm на острвима Лојоте, 2.000 mm на истоку острва Гранд Тер, а 2.000-4.000 mm на целом острву Гранд Тер. Западну страну Гранд Тер од падавина штите планине, тако да је просечна количина падавина 1.200 mm годишње.

### Геологија
За разлику од многих других острва у Тихом океану, која су већином вулканског порекла, Нова Каледонија је део бившег суперконтинента Гондване. Нова Каледонија и Нови Зеланд су се одвојили од Аустралије пре 85 милиона година, а једно од другог пре 55 милиона година. Из тог разлога Нова Каледонија садржи многе ретке ендемичне биљке и животиње. Као на пример: птица Кагу која не може да лети и дрво Ниаоули које такође расте и у Аустралији и у Новој Гвинеји.
Новокаледонијски корални гребен који окружује острва Гранд Тер и Пинс, је други највећи корални гребен на свету после аустралијског. Дугачак је око 1500 km.

## Привреда
Нова Каледонија је једна од највећих извозника никла. Процењује се да земља садржи око 30% светских резерви никла. Због тога је рударски сектор врло развијен, поготово на планини Кониамбо.
Никл, који чини 6% светске производње (која сваким даном расте, углавном због потреба кинеског тржишта) чини 90% извоза земље.
Такође у Новој Каледонији постоје већа налазишта хрома, гвожђа, злата и бакра.
Пољопривреда и риболов су мање развијени, углавном за животне потребе становника. Ове гране чине 6% производње земље и запошљавају око 30% укупне радне снаге. Пољопривреда је развијена највише у Јужној провинцији.
Последњих година се веома развио и туризам, углавном због угодне климе, лагуна и коралног гребена.
Туристи су највећим делом из Јапана, Аустралије и Новог Зеланда.
Већина туристичке инфраструктуре се налази у Северној провинцији.
Развитак туризма још увек кочи слаба веза са континенталном Француском и мањак међународних аеродрома.
Док је авио-превоз доста неразвијен, поморски је врло развијен, поготово откад је међународна поморска компанија П&О, Нумеу претворила у своју главну луку у јужном Пацифику.

## Становништво
Већину становништва чини домородачка меланезијска Канак заједница са уделом у популацији од 44,6%.
Остатак становништва чине етничке групације које су се населиле у Новој Каледонији у последњих 150 година. Већином су то белци француског порекла који чине 34,5% становништва. Полинежани чине 11,8%, Индонежани 2,6%, Вијетнамци 1,4% и Вануатуанци 1,2% становништва. Остале етничке заједнице као Арапи, Јапанци, Кинези итд. чине 3,9% становништва.
Caldoches је локални назив за белце (већином француског порекла), а за људе из континенталне Француске уобичајен је назив Métros.
Од 1996. до 2004. пораст становништва је био 1,9%.

## Култура
Култура Нове Каледоније је спој меланезијске и француске културе.

### Књижевност
Локални стрип аутора Бернарда Бергера, La Brousse en folie садржи ликове различитих етничких заједница које живе у Новој Каледонији и бави се њиховим доживљајима на хумористичан начин.

### Музика
Канека је музички облик рођен у осамдесетим годинама прошлог века из политичких догађања на острву. Превладавају традиционална канак музика и инструменти.

## Галерија
- "La poule" на Hienghène-у
- Светионик Амеде u Нуамеи
- Atol Оуевеа
- Залив Упи на острву Пинс
- Залив Сен Жозеф на острву Пинс
- Hridina Ксодре на Лифоу
- Корални гребен Лифоу
- Традиционална канак кућа
- Пејзаж са севера
- Традиционални кану